# Quim (calciatore 1975)
Joaquim Manuel Sampaio da Silva detto Quim, (Vila Nova de Famalicão, 13 novembre 1975) è un allenatore di calcio ed ex calciatore portoghese, di ruolo portiere.

## Carriera

### Club
Militò nello Sporting Braga, squadra con la quale esordì nel campionato portoghese nella stagione 1994/95, fino al 2003/04. Nel 2002 venne trovato positivo al nandrolone. Si trasferì al Benfica nel 2004. Divenne il portiere titolare del Benfica, ma a fasi alterne, dovendo condividere la porta con Moreira nella vittoriosa stagione 2004/05. L'anno dopo Quim cominciò come primo portiere del Benfica, ma dopo che sia lui che Moreira si infortunarono, durante l'inverno fu ingaggiato Marcelo Moretto, che riuscì a strappare loro il posto nell'undici titolare.
All'inizio della stagione 2006/07 il nuovo allenatore Fernando Santos annunciò che l'ex braghense sarebbe stato il portiere titolare. Quim ripagò la fiducia dell'allenatore disputando quasi sempre ottime partite.

### Nazionale
Vincitore degli Europei Under-18 nel 1994, Quim ha fatto il suo debutto in Nazionale maggiore nell'agosto 1999, in una vittoria per 4-0 contro Andorra, dopodiché ha partecipato a Euro 2000 come terzo portiere dei lusitani. In quella manifestazione Quim ha giocato qualche minuto, come sostituto, nella vittoria per 3-0 contro la Germania prima di affermarsi nelle qualificazioni ai Mondiali 2002. Un test antidoping risultato positivo gli fece poi saltare il Mondiale asiatico.
Ha partecipato in qualità di secondo portiere agli Europei 2004, rimanendolo anche ai Mondiali 2006, dietro all'abituale portiere Ricardo. Convocato anche per gli Europei 2008, si è infortunato in allenamento pochi giorni prima dell'inizio della manifestazione ed è stato sostituito da Rui Patrício.

## Statistiche

### Presenze e reti nei club
Statistiche aggiornate al 20 maggio 2018.
| Stagione          | Squadra           | Campionato        | Campionato | Campionato | Coppe nazionali | Coppe nazionali | Coppe nazionali | Coppe continentali | Coppe continentali | Coppe continentali | Altre coppe | Altre coppe | Altre coppe | Totale | Totale |
| Stagione          | Squadra           | Comp              | Pres       | Reti       | Comp            | Pres            | Reti            | Comp               | Pres               | Reti               | Comp        | Pres        | Reti        | Pres   | Reti   |
| ----------------- | ----------------- | ----------------- | ---------- | ---------- | --------------- | --------------- | --------------- | ------------------ | ------------------ | ------------------ | ----------- | ----------- | ----------- | ------ | ------ |
| 1994-1995         | Braga             | PL                | 1          | 0          | CP              | 0               | 0               | -                  | -                  | -                  | -           | -           | -           | 1      | 0      |
| 1995-1996         | Braga             | PL                | 1          | 0          | CP              | 0               | 0               | -                  | -                  | -                  | -           | -           | -           | 1      | 0      |
| 1996-1997         | Braga             | PL                | 3          | -4         | CP              | 3               | -2              | -                  | -                  | -                  | -           | -           | -           | 6      | -6     |
| 1997-1998         | Braga             | PL                | 19         | -26        | CP              | 7               | -7              | CU                 | 0                  | 0                  | -           | -           | -           | 26     | -33    |
| 1998-1999         | Braga             | PL                | 29         | -40        | CP              | 0               | 0               | CdC                | 2                  | 0                  | SP          | 2           | -2          | 33     | -42    |
| 1999-2000         | Braga             | PL                | 34         | -45        | CP              | 1               | -1              | -                  | -                  | -                  | -           | -           | -           | 35     | -46    |
| 2000-2001         | Braga             | PL                | 34         | -48        | CP              | 0               | 0               | -                  | -                  | -                  | -           | -           | -           | 34     | -48    |
| 2001-2002         | Braga             | PL                | 23         | -20        | CP              | 5               | -6              | -                  | -                  | -                  | -           | -           | -           | 28     | -26    |
| 2002-2003         | Braga             | PL                | 33         | -44        | CP              | 2               | -1              | -                  | -                  | -                  | -           | -           | -           | 35     | -45    |
| 2003-2004         | Braga             | PL                | 32         | -36        | CP              | 3               | -6              | -                  | -                  | -                  | -           | -           | -           | 35     | -42    |
| 2004-2005         | Benfica           | PL                | 19         | -14        | CP              | 3               | -5              | UCL+CU             | 1+3                | -3 + -3            | SP          | 1           | -1          | 27     | -26    |
| 2005-2006         | Benfica           | PL                | 7          | -3         | CP              | 2               | -1              | UCL                | 3                  | -1                 | SP          | 0           | 0           | 12     | -5     |
| 2006-2007         | Benfica           | PL                | 29         | -20        | CP              | 3               | -3              | UCL+CU             | 8+5                | -9 + -6            | -           | -           | -           | 45     | -38    |
| 2007-2008         | Benfica           | PL                | 30         | -21        | CP+CdL          | 1+1             | -5 + -1         | UCL+CU             | 8+4                | -7 + -5            | -           | -           | -           | 44     | -39    |
| 2008-2009         | Benfica           | PL                | 16         | -19        | CP+CdL          | 0+2             | -2              | CU                 | 5                  | -11                | -           | -           | -           | 23     | -32    |
| 2009-2010         | Benfica           | PL                | 30         | -20        | CP+CdL          | 0+2             | 0               | UEL                | 1                  | 0                  | -           | -           | -           | 33     | -20    |
| Totale Benfica    | Totale Benfica    | Totale Benfica    | 131        | -97        |                 | 14              | -17             |                    | 38                 | -45                |             | 1           | -1          | 184    | -160   |
| 2010-2011         | Braga             | PL                | 0          | 0          | CP+CdL          | 0               | 0               | UCL+UEL            | 0                  | 0                  | -           | -           | -           | 0      | 0      |
| 2011-2012         | Braga             | PL                | 29         | -29        | CP+CdL          | 0+2             | -7              | UEL                | 10                 | -10                | -           | -           | -           | 41     | -46    |
| 2012-2013         | Braga             | PL                | 14         | -24        | CP+CdL          | 4+5             | -4 + -3         | UCL                | 1                  | -2                 | -           | -           | -           | 24     | -33    |
| Totale Braga      | Totale Braga      | Totale Braga      | 252        | -316       |                 | 32              | -37             |                    | 13                 | -12                |             | 2           | -2          | 299    | -367   |
| 2013-2014         | Desp. Aves        | SL                | 42+2       | -35 + -3   | CP+CdL          | 2+0             | -4              | -                  | -                  | -                  | -           | -           | -           | 46     | -42    |
| 2014-2015         | Desp. Aves        | SL                | 43         | -53        | CP+CdL          | 2+2             | -2 + -0         | -                  | -                  | -                  | -           | -           | -           | 47     | -55    |
| 2015-2016         | Desp. Aves        | SL                | 44         | -43        | CP+CdL          | 0+1             | -3              | -                  | -                  | -                  | -           | -           | -           | 45     | -46    |
| 2016-2017         | Desp. Aves        | SL                | 36         | -31        | CP+CdL          | 0+1             | -1              | -                  | -                  | -                  | -           | -           | -           | 37     | -32    |
| 2017-2018         | Desp. Aves        | PL                | 14         | -22        | CP+CdL          | 3+0             | -1              | -                  | -                  | -                  | -           | -           | -           | 17     | -23    |
| Totale Desp. Aves | Totale Desp. Aves | Totale Desp. Aves | 179+2      | -184 + -3  |                 | 11              | -11             |                    | -                  | -                  |             | -           | -           | 192    | -198   |
| Totale carriera   | Totale carriera   | Totale carriera   | 564        | -600       |                 | 57              | -65             |                    | 51                 | -57                |             | 3           | -3          | 675    | -725   |

### Cronologia presenze e reti in nazionale
| Cronologia completa delle presenze e delle reti in nazionale ― Portogallo | Cronologia completa delle presenze e delle reti in nazionale ― Portogallo | Cronologia completa delle presenze e delle reti in nazionale ― Portogallo | Cronologia completa delle presenze e delle reti in nazionale ― Portogallo | Cronologia completa delle presenze e delle reti in nazionale ― Portogallo | Cronologia completa delle presenze e delle reti in nazionale ― Portogallo | Cronologia completa delle presenze e delle reti in nazionale ― Portogallo | Cronologia completa delle presenze e delle reti in nazionale ― Portogallo |
| Data                                                                      | Città                                                                     | In casa                                                                   | Risultato                                                                 | Ospiti                                                                    | Competizione                                                              | Reti                                                                      | Note                                                                      |
| ------------------------------------------------------------------------- | ------------------------------------------------------------------------- | ------------------------------------------------------------------------- | ------------------------------------------------------------------------- | ------------------------------------------------------------------------- | ------------------------------------------------------------------------- | ------------------------------------------------------------------------- | ------------------------------------------------------------------------- |
| 18-8-1999                                                                 | Oeiras                                                                    | Portogallo                                                                | 4 – 0                                                                     | Andorra                                                                   | Amichevole                                                                | -                                                                         | 46’                                                                       |
| 26-4-2000                                                                 | Reggio Calabria                                                           | Italia                                                                    | 2 – 0                                                                     | Portogallo                                                                | Amichevole                                                                | -2                                                                        |                                                                           |
| 20-6-2000                                                                 | Rotterdam                                                                 | Portogallo                                                                | 3 – 0                                                                     | Germania                                                                  | Euro 2000 - 1º turno                                                      | -                                                                         | 90’                                                                       |
| 3-9-2000                                                                  | Tallinn                                                                   | Estonia                                                                   | 1 – 3                                                                     | Portogallo                                                                | Qual. Mondiali 2002                                                       | -1                                                                        |                                                                           |
| 7-10-2000                                                                 | Lisbona                                                                   | Portogallo                                                                | 1 – 1                                                                     | Irlanda                                                                   | Qual. Mondiali 2002                                                       | -1                                                                        |                                                                           |
| 11-10-2000                                                                | Rotterdam                                                                 | Paesi Bassi                                                               | 0 – 2                                                                     | Portogallo                                                                | Qual. Mondiali 2002                                                       | -                                                                         |                                                                           |
| 15-11-2000                                                                | Braga                                                                     | Portogallo                                                                | 2 – 1                                                                     | Israele                                                                   | Amichevole                                                                | -1                                                                        | 90’                                                                       |
| 28-2-2001                                                                 | Funchal                                                                   | Portogallo                                                                | 3 – 0                                                                     | Andorra                                                                   | Qual. Mondiali 2002                                                       | -                                                                         |                                                                           |
| 28-3-2001                                                                 | Porto                                                                     | Portogallo                                                                | 2 – 2                                                                     | Paesi Bassi                                                               | Qual. Mondiali 2002                                                       | -2                                                                        | 18’                                                                       |
| 25-4-2001                                                                 | Saint-Denis                                                               | Francia                                                                   | 4 – 0                                                                     | Portogallo                                                                | Amichevole                                                                | -4                                                                        |                                                                           |
| 15-8-2001                                                                 | Faro                                                                      | Portogallo                                                                | 3 – 0                                                                     | Moldavia                                                                  | Amichevole                                                                | -                                                                         | 46’                                                                       |
| 14-11-2001                                                                | Lisbona                                                                   | Portogallo                                                                | 5 – 1                                                                     | Angola                                                                    | Amichevole                                                                | -                                                                         | 46’                                                                       |
| 13-2-2002                                                                 | Barcellona                                                                | Spagna                                                                    | 1 – 1                                                                     | Portogallo                                                                | Amichevole                                                                | -                                                                         | 46’                                                                       |
| 16-10-2002                                                                | Göteborg                                                                  | Svezia                                                                    | 2 – 3                                                                     | Portogallo                                                                | Amichevole                                                                | -2                                                                        |                                                                           |
| 20-11-2002                                                                | Braga                                                                     | Portogallo                                                                | 2 – 0                                                                     | Scozia                                                                    | Amichevole                                                                | -                                                                         | 89’                                                                       |
| 10-6-2003                                                                 | Oeiras                                                                    | Portogallo                                                                | 4 – 0                                                                     | Bolivia                                                                   | Amichevole                                                                | -                                                                         | 61’                                                                       |
| 6-9-2003                                                                  | Guimarães                                                                 | Portogallo                                                                | 0 – 3                                                                     | Spagna                                                                    | Amichevole                                                                | -1                                                                        | 76’                                                                       |
| 11-10-2003                                                                | Lisbona                                                                   | Portogallo                                                                | 5 – 3                                                                     | Albania                                                                   | Amichevole                                                                | -                                                                         | 67’                                                                       |
| 19-11-2003                                                                | Leiria                                                                    | Portogallo                                                                | 8 – 0                                                                     | Kuwait                                                                    | Amichevole                                                                | -                                                                         |                                                                           |
| 28-4-2004                                                                 | Coimbra                                                                   | Portogallo                                                                | 2 – 2                                                                     | Svezia                                                                    | Amichevole                                                                | -1                                                                        | 46’                                                                       |
| 29-5-2004                                                                 | Águeda                                                                    | Portogallo                                                                | 3 – 0                                                                     | Lussemburgo                                                               | Amichevole                                                                | -                                                                         |                                                                           |
| 26-3-2005                                                                 | Barcelos                                                                  | Portogallo                                                                | 4 – 1                                                                     | Canada                                                                    | Amichevole                                                                | -1                                                                        |                                                                           |
| 17-8-2005                                                                 | Ponta Delgada                                                             | Portogallo                                                                | 2 – 0                                                                     | Egitto                                                                    | Amichevole                                                                | -                                                                         |                                                                           |
| 12-10-2005                                                                | Porto                                                                     | Portogallo                                                                | 3 – 0                                                                     | Lettonia                                                                  | Qual. Mondiali 2006                                                       | -                                                                         |                                                                           |
| 5-6-2007                                                                  | Madinat al-Kuwait                                                         | Kuwait                                                                    | 1 – 1                                                                     | Portogallo                                                                | Amichevole                                                                | -                                                                         | 66’                                                                       |
| 31-5-2008                                                                 | Viseu                                                                     | Portogallo                                                                | 2 – 0                                                                     | Georgia                                                                   | Amichevole                                                                | -                                                                         | 46’                                                                       |
| 20-8-2008                                                                 | Leiria                                                                    | Portogallo                                                                | 5 – 0                                                                     | Fær Øer                                                                   | Amichevole                                                                | -                                                                         |                                                                           |
| 6-9-2008                                                                  | Ta' Qali                                                                  | Malta                                                                     | 0 – 4                                                                     | Portogallo                                                                | Qual. Mondiali 2010                                                       | -                                                                         |                                                                           |
| 10-9-2008                                                                 | Lisbona                                                                   | Portogallo                                                                | 2 – 3                                                                     | Danimarca                                                                 | Qual. Mondiali 2010                                                       | -3                                                                        |                                                                           |
| 11-10-2008                                                                | Solna                                                                     | Svezia                                                                    | 0 – 0                                                                     | Portogallo                                                                | Qual. Mondiali 2010                                                       | -                                                                         |                                                                           |
| 15-10-2008                                                                | Braga                                                                     | Portogallo                                                                | 0 – 0                                                                     | Albania                                                                   | Qual. Mondiali 2010                                                       | -                                                                         |                                                                           |
| 19-11-2008                                                                | Gama                                                                      | Brasile                                                                   | 6 – 2                                                                     | Portogallo                                                                | Amichevole                                                                | -6                                                                        |                                                                           |
| Totale                                                                    |                                                                           | Presenze                                                                  | 32                                                                        |                                                                           | Reti                                                                      | -25                                                                       |                                                                           |

## Palmarès

### Club

#### Competizioni nazionali
- Campionato portoghese: 2

Benfica: 2004-2005, 2009-2010
- Coppa di Lega portoghese: 2

Benfica: 2008-2009, 2009-2010
- Coppa del Portogallo: 1

Desp. Aves: 2017-2018

### Individuale
- Miglior portiere portoghese dell'anno: 3

2000, 2001, 2008